# Polygonalzahl
Eine Polygonalzahl ist eine Zahl, zu der es ein regelmäßiges Polygon (Vieleck) gibt, das sich mit einer entsprechenden Zahl an Steinen legen lässt. Beispielsweise ist die 16 eine Polygonalzahl, da sich ein Quadrat aus 16 Steinen legen lässt. Zu den Polygonalzahlen zählen unter anderem die Dreiecks- und Quadratzahlen.
Die Polygonalzahlen zählen zu den figurierten Zahlen. Eine andere Art, Zahlen auf Polygone zurückzuführen, stellen die zentrierten Polygonalzahlen dar.
Die Polygonalzahlen lassen sich durch eine einfache Rechenvorschrift erzeugen. Man wählt dazu eine natürliche Zahl {\displaystyle d} als Differenz. Die erste Zahl ist jeweils die 1, und alle nachfolgenden Polygonalzahlen entstehen, indem man jeweils die Differenz zur vorhergehenden hinzuaddiert. Die folgenden Beispiele zeigen dies.
DreieckszahlenDie Differenz 1 führt zu den Summen {\displaystyle 1+2+3+4+\ldots }, aus denen man die Dreieckszahlen {\displaystyle 1,3,6,10,\ldots } erhält.
QuadratzahlenDie Differenz 2 führt zu den Summen {\displaystyle 1+3+5+7+\ldots }, aus denen man die Quadratzahlen {\displaystyle 1,4,9,16,\ldots } erhält.
FünfeckszahlenDie Differenz 3 führt zu den Summen {\displaystyle 1+4+7+10+\ldots }, aus denen man die Fünfeckszahlen {\displaystyle 1,5,12,22,\ldots } erhält.
SechseckszahlenDie Differenz 4 führt zu den Summen {\displaystyle 1+5+9+13+\ldots }, aus denen man die Sechseckszahlen {\displaystyle 1,6,15,28,\ldots } erhält.
Die einzelnen Summanden sind jeweils die Folgenglieder einer arithmetischen Folge mit dem Anfangsglied 1 und der jeweiligen Differenz (vgl. Differenzenfolge). Dieser Aufbau der Polygonalzahlen spiegelt sich auch in den entsprechenden Polygonen wider:

Die 10 ist die vierte Dreieckszahl.
Die 16 ist die vierte Quadratzahl.
Die 22 ist die vierte Fünfeckszahl.
Die 28 ist die vierte Sechseckszahl.

Gelegentlich wird auch die {\displaystyle 0} als nullte Dreieckszahl, Quadratzahl usw. definiert. Nach dieser Konvention lautet die Folge der Dreieckszahlen beispielsweise {\displaystyle 0,1,3,6,10,\ldots }.

## Berechnung
Die jeweils {\displaystyle n}-te {\displaystyle k}-Eckszahl lässt sich mit der Formel
{\displaystyle {(k-2)n^{2}-(k-4)n \over 2}=(k-2){\binom {n}{2}}+n}
berechnen.
Liegt eine beliebige {\displaystyle k}-Eckszahl {\displaystyle x} vor, dann berechnet sich das zugehörige {\displaystyle n} nach der Formel
{\displaystyle n={\frac {{\sqrt {8(k-2)x+(k-4)^{2}}}+k-4}{2(k-2)}}.}

## Herleitung
Sei {\displaystyle k\in \mathbb {N} } die Anzahl der Seiten. Die {\displaystyle n}-te {\displaystyle k}-Eckzahl, mit {\displaystyle n\in \mathbb {N} }, wird dadurch gebildet, dass {\displaystyle k-2} Seiten um einen Punkt erweitert werden. Die erweiterten Seiten haben {\displaystyle (k-2)-1} gemeinsame Punkte. Die {\displaystyle (n+1)}-te {\displaystyle k}-Eckzahl hat somit {\displaystyle (n+1)(k-2)-(k-3)} Punkte mehr als die {\displaystyle n}-te {\displaystyle k}-Eckszahl. Die {\displaystyle n}-te {\displaystyle k}-Eckszahl ist daher:
{\displaystyle (1\cdot (k-2)-(k-3))+(2\cdot (k-2)-(k-3))+\ldots +(n\cdot (k-2)-(k-3))}
{\displaystyle =\sum \limits _{i=1}^{n}((k-2)\cdot i-(k-3))}
{\displaystyle =-n\cdot (k-3)+\sum \limits _{i=1}^{n}(k-2)\cdot i}
{\displaystyle =-n(k-3)+(k-2)\sum \limits _{i=1}^{n}i}
{\displaystyle {\stackrel {\mathrm {I.} }{=}}-n(k-3)+(k-2)\cdot {\tfrac {1}{2}}n(n+1)}

{\displaystyle ={\tfrac {1}{2}}[-2nk+6n+k(n(n+1))-2n(n+1)]}

{\displaystyle ={\tfrac {1}{2}}\left[-2nk+6n+kn^{2}+nk-2n^{2}-2n\right]}

{\displaystyle ={\tfrac {1}{2}}\left[-nk+4n-2n^{2}+kn^{2}\right]}

{\displaystyle ={\tfrac {1}{2}}\left[(k-2)n^{2}-(k-4)n\right]}

{\displaystyle ={\frac {(k-2)n^{2}-(k-4)n}{2}}}
zu {\displaystyle \mathrm {I.} }: Anwendung der Gaußschen Summenformel
Diese Formel behält auch für ein (ebenes, zu einem flächenleeren Doppelstrich entartetes) Zweieck mit {\displaystyle k=2} seine Gültigkeit,
{\displaystyle ={\frac {(2-2)n^{2}-(2-4)n}{2}}=n}
wobei die damit berechneten "Zweieckszahlen" {\displaystyle 1,2,3,4,\ldots } gerade den natürlichen Zahlen {\displaystyle n} entsprechen, also der Reihensumme von {\displaystyle n} aneinandergereihten Rechensteinen.

## Summe der Kehrwerte
Die Summe der Kehrwerte jeweils aller {\displaystyle k}-Eckszahlen, {\displaystyle k>2} ist konvergent. Es gilt:
{\displaystyle \sum _{n=1}^{\infty }{\frac {2}{(k-2)n^{2}-(k-4)n}}={\dfrac {-2\psi ({\frac {2}{k-2}})-2\gamma }{k-4}}}
(mit {\displaystyle \gamma }: Euler-Mascheroni-Konstante und {\displaystyle \psi (x)}: Digamma-Funktion)

## Anwendungen
Nach dem fermatschen Polygonalzahlensatz lässt sich jede Zahl als Summe von höchstens {\displaystyle k} {\displaystyle k}-Eckszahlen darstellen.